# سوفي كوبونين
سوفي ماريا ريجز (بالفنلندية: Suvi Koponen)‏ (من مواليد 26 مارس 1988 في فانتا ، فنلندا) عارضة الأزياء فنلندية التي اشتهرت بعد فوزها في مسابقة ماليكولو 2005 في فنلندا، عملت في العديد من المصممين بما في ذلك آنا سوي، فيرا وانغ، مارك جاكوبس، دونا كاران، آن كلاين، كالفن كلاين، لويس فويتون، نينا ريتشي وبرادا. ظهرت كوبونين في مجلة فوغ الفرنسية صورت من قبل ديفيد سيمز. وقد ظهرت كوبونين أيضا في مجلة فوغ الأمريكية وظهر على غلاف مجلة فوغ البرتغال مارس 2008.

## روابط خارجية
- سوفي كوبونين على موقع IMDb (الإنجليزية)
- سوفي كوبونين على موقع كينوبويسك (الروسية)
- سوفي كوبونين على موقع دليل عارضات الأزياء (الإنجليزية)